# خوآنای دوم، ملکه ناوار
خوآنای دوم، ملکه ناوار (فرانسوی: Jeanne, اسپانیایی: Juana II, باسکی: Joana II؛ ۲۸ ژانویه ۱۳۱۲  – ۶ اکتبر ۱۳۴۹) از سال ۱۳۲۸ تا زمان مرگش در سال ۱۳۴۹ ملکه ناوار بود.
خوآنا تنها فرزند بازمانده از لوئی یکم، پادشاه ناوار و مارگارت بورگوندی بود. پدرش در سال ۱۳۱۴ با عنوان لوئی دهم بر تخت سلطنت فرانسه نشست. فرزند لوئی بودن به دلیل رسوایی مادرش در ماجرای تور دو نسل مورد تردید بود، اما لوئی قبل از مرگش در سال ۱۳۱۶ او را دختر مشروع خود اعلام کرد. با این حال، اشراف فرانسوی با ایده یک پادشاه زن مخالف بودند و برادر لوئی، فیلیپ پنجم، را به عنوان پادشاه انتخاب کردند. اشراف ناوار نیز به فیلیپ ادای احترام کردند. مادربزرگ مادری خوآنا، اگنس فرانسوی، و عمویش، اودو چهارم، دوک بورگوندی، تلاش‌هایی برای تصرف کنت‌نشین‌های شامپاین و بری (که میراث مادربزرگ پدری خوآنا، خوآنای یکم، ملکه ناوار بود) و تصرف آنها توسط خوآنا انجام دادند، اما سربازان سلطنتی فرانسه، حامیان خوآنا را شکست دادند. پس از آنکه فیلیپ پنجم دخترش را به ازدواج اودو درآورد و دو کنت‌نشین را به عنوان جهیزیه به او بخشید، اودو در مارس ۱۳۱۸ در ازای دریافت غرامت، از ادعای خوآنا بر شامپاین و بری صرف نظر کرد. در این زمان، ژاندارک با پسرعمویش فیلیپ اِورو (بعدها فیلیپ سوم، پادشاه ناوار) ازدواج کرد.
در سال ۱۳۲۲، برادرش شارل چهارم در فرانسه و ناوار جانشین فیلیپ پنجم شد، اما اکثر لردهای ناوار از سوگند وفاداری به او خودداری کردند. پس از مرگ شارل چهارم در سال ۱۳۲۸، ناواری‌ها فرماندار فرانسوی را اخراج کرده و خوآنا را پادشاه مشروع ناوار اعلام کردند. در فرانسه، فیلیپ والوآ با عنوان فیلیپ ششم تاجگذاری کرد. او با خوآنا و همسرش به توافقی رسید که در ازای سه کنت‌نشین، خوآنا از ادعاهای خود نسبت به شامپاین و بری صرف نظر کرد، در حالی که فیلیپ حق آنها را نسبت به پادشاهی ناوار به رسمیت شناخت. خوآنای دوم و فیلیپ سوم در مارس ۱۳۲۹ در کلیسای جامع پامپلونا تاجگذاری شدند. این زوج سلطنتی در طول سلطنت مشترک خود از نزدیک با هم همکاری داشتند، اما فیلیپ سوم فعال‌تر بود. با این حال، آنها عمدتاً در قلمرو فرانسوی خود زندگی می‌کردند و ناوار در غیاب آنها توسط فرمانداران اداره می‌شد. فیلیپ در سال ۱۳۴۳ درگذشت. خوآنا در سال ۱۳۴۹ میلادی بر اثر طاعون سیاه درگذشت و پسرش شارل دوم جانشین او شد.